# Cipriano de Medina
Cipriano de Medina y Gómez (Sevilla, 1559 - Lima, 1635), catedrático y abogado andaluz que desempeñó altos cargos académicos en el Virreinato del Perú. Dos veces rector de la Universidad de San Marcos.

## Biografía
Sus padres fueron Salvador de Medina e Isabel Gómez Adalid. Graduado de Doctor en Leyes y Cánones, pasó al Perú y se estableció en Lima donde presentó su título ante la Real Audiencia. En los siguientes años trabajó como abogado de presos del Tribunal del Santo Oficio, abogado de indios y asesor del Cabildo de Lima.
Como vicerrector del Colegio Mayor de San Felipe y San Marcos (1592), ayudó al rector Marcos de Lucio en el inicio de las labores docentes de dicha institución además de recibir sus estatutos y constituciones hechas para regular su funcionamiento. La Universidad le otorgó poder para que apelara la prohibición de elegir rector entre los doctores del claustro, dispuesta por el virrey Luis de Velasco y Castilla (1597). Nombrado catedrático de Vísperas de Sagrados Cánones por dicho Virrey (1599), preferirió se sacase la plaza a concurso. Elegido rector por el claustro sanmarquino, durante su gestión reclamó por las rentas dispuestas para la creación de la cátedra de Decreto. Luego de acabado su segundo periodo rectoral, se mantuvo en el vicerrectorado sanmarquino.
Al enviudar, su cuñado el obispo Feliciano de Vega y Padilla instituyó una capellanía con 300 pesos de renta anual, si decidía ingresar a la vida religiosa (1634). Falleció al año siguiente. Entre sus descendientes destacó Cipriano de Medina y Vega, obispo de Huamanga.
| Predecesor: Miguel de Salinas           | Rector de la Universidad de San Marcos 1605 - 1606 | Sucesor: Juan Díaz de Aguilar |
| Predecesor: Feliciano de Vega y Padilla | Rector de la Universidad de San Marcos 1617 - 1618 | Sucesor: Baltazar de Padilla  |